# 今宮義透
今宮 義透（いまみや よしすく、元禄4年（1691年） - 宝暦3年9月6日（1753年10月2日））は、江戸時代中期の久保田藩家老。佐竹氏一門今宮家当主。幼名は圭之助。通称は又三郎、大学。諱は光泰、光冬、義透。一般的に今宮大学として知られる。実父は今宮義教（常蓮院）。母は梅津氏。長兄は今宮永教（外記）。夫人は渋江光重（十兵衛）の次女。石川忠兵衛の娘。家格は廻座（宿老）、のちに引渡座。藩主佐竹義峯の元で藩政改革を行う。子女は3男3女。

## 経歴
元禄4年（1691年）に当時、藩主佐竹義処の命で久保田城下の自宅に謹慎中であった義教の7子として出生する。
正徳元年（1711年）に初出仕するも、正徳4年（1714年）に兄に連座して一時退役する。享保元年（1716年）に赦されて再勤し、享保2年（1717年）に兄の家督を相続する。同3年（1718年）、藩政改革の必要性を述べた「贈執政之書」を藩に提出し、享保6年（1721年）に家老に就任し、同年200石を賜る。
従来、城下にあった会所を廃止して久保田城中に御用所を設け、出納担当の本方奉行を廃止して財務と出納を勘定奉行に一本化する。また、村境や道を調査して図籍簿を編集する。これらの行政改革により、享保10年（1725年）に兄の代で降格になった家格を復されて引渡座となり、一門の席に列する。
元文2年（1737年）に幕府より寛永通宝銅銭の鋳造の許可を得るのに成功して、200石加増される。翌年（1738年）より寛永通宝鋳造を行う。しかし幕命により延享2年（1745年）に鋳造禁止となり、財政再建は頓挫する。
寛延元年（1748年）に檜山給人支配の待遇を与えられたが、同年10月に家老免職となる。宝暦3年9月6日（1753年10月2日）に久保田城下で死去した。葬所は禅宗闐信寺。戒名は威則院賢翁諒雄。
なお、義透の廃止した本方奉行はその後復活するが、寛政元年(1789年)に再度廃止となる。